# Butheolus andersoni
Espèce
Synonymes
- Nanobuthus andersoni Pocock, 1895

Butheolus andersoni est une espèce de scorpions de la famille des Buthidae.

## Distribution
Cette espèce est endémique de l'État de Mer Rouge au Soudan. Cette espèce se rencontre vers Suakin.

## Description
La femelle holotype mesure 28 mm.

## Étymologie
Cette espèce est nommée en l'honneur de John Anderson.

## Publication originale
- Pocock, 1895 : « On the Arachnida and Myriapoda obtained by Dr. Anderson's collector during Mr. T. Bent’s expedition to the Hadramaut, South Arabia; with a supplement upon the scorpions obtained by Dr. Anderson in Egypt and the Eastern Soudan. » Journal of the Linnaean Society, vol. 25, p. 292–316 (texte intégral).